# 葆露絲
葆露絲（英文：Bonluxe）於1995年創立，於香港創立首家分店，為亞洲區內業務擴張得最為快速的女性內衣連鎖零售商，於香港為同行業中具有領導地位。2002年，葆露絲於廣州創立位於中國大陸的首家分店。在香港共有8家分店，在中國大陸共有5家分店。

## 外部連結
- Bonluxe:葆露絲
- 葆露絲 Bonluxe （页面存档备份，存于）